# ایرینا رودریگس
ایرینا رودریگس (اسپانیایی: Irina Rodríguez‎؛ زادهٔ ۱۶ سپتامبر ۱۹۷۷) شناگر موزون اهل اسپانیا بود.
از افتخارات وی میتوان به کسب مدال نقره شنای موزون تیمی در بازی‌های المپیک تابستانی ۲۰۰۸ اشاره کرد.